# Mažilis
Mažilis (kazašsky Қазақстан Республикасы Парламентінің Мәжiлiсі) je dolní komora parlamentu Kazachstánu. Horní komorou je Senát. V dolní komoře zasedá 107 poslanců; 98 je voleno přímou volbou, devět poslanců volí Senát.

## Sídlo
Mažilis a Senát sídlí v komplexu budov postaveném v roce 2004 v Astaně. Věž Mažilis je vysoká 100 metrů a je jednou z nejvyšších budov v Kazachstánu. Parlamentní komplex se nachází v nové vládní čtvrti na dohled od prezidentského paláce Ak Orda.